# Donnie Brasco (película)
Donnie Brasco es una película dramática de gánsteres estadounidense de 1997 dirigida por Mike Newell y protagonizada por Al Pacino y Johnny Depp. La película, escrita por Paul Attanasio, está basada en el libro Donnie Brasco: My Undercover Life in the Mafia de 1988 escrito por Joseph D. Pistone y Richard Woodley.
La película se basa libremente en la historia real de Pistone (Depp), un agente encubierto del FBI que se infiltró en la familia criminal Bonanno en la ciudad de Nueva York durante la década de 1970, bajo el alias de Donnie Brasco, un ladrón de joyas de Vero Beach, Florida. Brasco se las arregla para ganarse la confianza de un veterano sicario de la mafia, Lefty Ruggiero (Pacino), quien lo introduce a la familia Bonanno. A medida que Donnie se adentra más en la mafia, se da cuenta de que no solo está cruzando la línea entre un agente federal y un criminal, sino que también lleva a su amigo Lefty a una muerte casi segura.
Donnie Brasco se estrenó en Century City el 24 de febrero de 1997 y tuvo un estreno nacional el 28 de febrero de 1997 por TriStar Pictures. La película fue un éxito de taquilla, recaudando 65 millones de dólares contra un presupuesto de 35 millones y recibió críticas positivas. La película fue candidata al Óscar al mejor guion adaptado.

## Trama
En la ciudad de Nueva York de 1978, Lefty Ruggiero, un miembro envejecido de la familia criminal Bonanno, conoce a Joe Pistone, un joven agente encubierto del FBI que se hace pasar por el ladrón de joyas «Donnie Brasco». Lefty le pide a Donnie que venda un diamante que le compró al dueño de un club de striptease, pero Donnie insiste en que es falso. Insultado, Lefty lleva a Donnie al hombre y exige una explicación. Donnie golpea al dueño y toma su Porsche como pago. Lefty le enseña a Donnie las reglas de la mafia y le presenta a los miembros de su grupo, incluidos Sonny Black, Nicky, Paulie y el líder del grupo rival, Sonny Red. Después de que matan al jefe de la familia, Sonny recibe un ascenso, lo que enfurece a Lefty, quien siente que sus años de servicio lo hacen más merecedor. Mientras el grupo ejecuta una serie de extorsiones y secuestros exitosos en la ciudad, Pistone explota su posición como socio de Lefty para recopilar información para el FBI a través de grabaciones de escuchas telefónicas. También termina formando un vínculo genuino con Lefty, quien está luchando con problemas familiares y toda una vida de deudas.
Su supervisor del FBI le pide a Pistone que incorpore al agente encubierto del FBI con base en Miami, Richie Gazzo, a la operación Donnie Brasco. Convence a Lefty para que se reúna con Richie y organice un negocio de apuestas ilegales en una taberna cerrada que posee desde hace mucho tiempo. Lefty espera impresionar al jefe de la mafia local, Santo Trafficante, Jr., organizando una fiesta en un yate y convenciéndolo de que apoye su nuevo negocio. Sonny se entera del plan de Lefty e intercede congraciándose con Trafficante y tomando oficialmente a Donnie bajo su protección. Lefty cree que Donnie lo traicionó y corta los lazos con él hasta que el hijo de Lefty casi muere de una sobredosis y Donnie es el único que viene a consolarlo. El matrimonio de Pistone con su esposa Maggie continúa empeorando debido a las largas ausencias encubiertas, dejándola sola para cuidar de sus tres hijas. El comportamiento de Pistone se parece cada vez más al del criminal que finge ser, e incluso golpea a Maggie cuando ella le responde.
El día de su inauguración, el club de Sonny es allanado por policías corruptos de Miami en la nómina de Trafficante como un favor para Sonny Red. Ante la sospecha de una traición, Sonny Black y su grupo regresan a Nueva York y disparan a Sonny Red y a otros dos mafiosos en una emboscada. Sonny Black también le ordena a Lefty que mate a Nicky por mentir sobre un negocio de drogas y sospechar que delató al grupo en Florida. Donnie ayuda a limpiar y deshacerse de los cuerpos. Sonny Black se convierte en el nuevo jefe y le ordena a Donnie que mate al hijo de Sonny Red, Bruno, para que Donnie pueda convertirse oficialmente en miembro de su familia. Lefty encuentra el escondite de Bruno y lleva a Donnie allí. Donnie intenta ofrecerle a Lefty una bolsa de dinero para que pueda dejar la mafia, pero Lefty comienza a cuestionar su lealtad a punta de pistola. El FBI intercede antes de que Donnie se vea obligado a hacer algo y la investigación termina.
Los agentes del FBI visitan el lugar de reunión de Sonny Black y revelan la verdadera identidad de Donnie. Conociendo las fatales consecuencias que le esperan por permitir sin saberlo que un agente del FBI se infiltre en la familia, Lefty deja atrás sus objetos de valor y le dice a su esposa que si Donnie llama que le diga que «si iba a ser alguien, me alegro de que fuera él», antes de ser llamado a una reunión con su grupo. Con su familia presente, Pistone asiste a una pequeña ceremonia privada por su servicio y recibe una medalla y un cheque de 500 dólares.
Los títulos finales indican que la evidencia recopilada por Pistone en la operación Donnie Brasco condujo a más de 200 acusaciones y más de 100 condenas. Pistone vive con su esposa bajo un nombre falso en un lugar no revelado, con un contrato abierto de 500 000 dólares por su cabeza.

## Reparto
- Al Pacino como Benjamin «Lefty» Ruggiero.
- Johnny Depp como Joseph Pistone/Donnie Brasco.
- Michael Madsen como Dominick «Sonny Black» Napolitano.
- Bruno Kirby como Nicholas «Nicky» Santora.
- Anne Heche como Maggie Pistone.
- James Russo como Paulie Cersani.
- Željko Ivanek como Tim Curley.
- Gerry Becker como Dean Blandford.
- Andrew Parks como Hollman.
- Robert Miano como Alphonse «Sonny Red» Indelicato.
- Brian Tarantina como Anthony «Bruno» Indelicato.
- Rocco Sisto como Richard «Richie» Gazzo.
- Zach Grenier como Dr. Berger.
- Walt MacPherson como Sheriff.
- Ronnie Farer como Annette.
- Terry Serpico como Dueño del Strip club.
- Gretchen Mol como Novia de Sonny.
- Tony Lip como «Philly Lucky» Giaccone.
- George Angelica como Big Trin.
- Val Avery como Santo Trafficante, Jr.
- Madison Arnold como Jilly.
- Tim Blake Nelson como Técnico del FBI.
- Paul Giamatti como Técnico del FBI.

## Producción
Cuando se publicó el libro de Joseph D. Pistone, Donnie Brasco: My Undercover Life in the Mafia, en 1988, Louis DiGiaimo, quien trabajó como director de casting para Barry Levinson, era un conocido de la infancia de Pistone y se desempeñó como consultor para el libro, compró los derechos de la película. DiGiaimo la llevó a Baltimore Pictures de Levinson, así como a los productores Mark Johnson y Gail Mutrux, quienes luego recurrieron a Paul Attanasio para escribir el guion. Stephen Frears fue contratado inicialmente como director de la película, pero cuando Goodfellas, otra película de gánsteres, se estrenó en 1990, el proyectó se detuvo. Frears insistió en elegir a Pacino para que interpretara a Lefty. Después de varios años de infierno de desarrollo, Frears finalmente fue reemplazado por Mike Newell como director, y el desarrollo se reanudó en 1996. Pacino y Depp finalmente fueron elegidos para los papeles coprotagonistas y Pistone fue contratado como consultor para ayudarlos a desarrollar sus personajes. Tom Cruise fue elegido como Brasco, cuando Frears se unió al proyecto, Cruise se fue cuando Frears se fue, se manejó la idea de que John Travolta reemplazara a Cruise. Para el papel de Nicky, interpretado por Bruno Kirby, también se consideró seleccionar a Joe Pesci.

## Estreno
Donnie Brasco se estrenó en Century City, California, el 24 de febrero de 1997. Se le dio un estreno nacional en Norteamérica el 28 de febrero de 1997. Se estrenó en el Reino Unido el 2 de mayo de 1997.
Se lanzó en DVD en octubre de 2000 como una «edición especial» con materiales adicionales como pistas de comentarios. En enero de 2006, Donnie Brasco fue lanzada como parte de una colección de películas de gánsteres en DVD junto con Snatch, Bugsy y The American Gangster. En mayo de 2007, se editó una versión extendida de Donnie Brasco en Blu-ray.

## Recepción

### Taquilla
Donnie Brasco se estrenó en cines en Norteamérica el 28 de febrero de 1997. La película recaudó 11,6 millones de dólares en 1503 cines durante su primer fin de semana. Recaudó un total de 41,9 millones en Norteamérica y 23 millones de otros mercados, para un total de 65 303 052 dólares.

### Crítica
En el sitio web del agregador de reseñas Rotten Tomatoes, Donnie Brasco tiene un índice de aprobación del 88 % basado en 57 reseñas, con una calificación promedio de 7,80/10. El consenso crítico del sitio dice: «Un retrato riguroso y matizado de la vida en el crimen organizado, reforzado por las sólidas actuaciones de Al Pacino y Johnny Depp». Metacritic, que asignó una calificación promedio ponderada de 76 sobre 100, basada en 21 reseñas, indica que la película tiene «críticas generalmente favorables». El público encuestado por CinemaScore le dio a la película una calificación promedio de «B+» en una escala de A+ a F.
Janet Maslin de The New York Times la calificó como «un encuentro agudo e inteligente, que anuló todo tipo de clichés de género y expectativas de los espectadores... y la mejor película de crimen en mucho tiempo, está llena de sorpresas mientras conduce al Sr. Pacino y Johnny Depp a través de una afinada historia de engaños». Entertainment Weekly lo calificó como un «thriller de gángsters maravillosamente denso, inteligente y conmovedor» y le otorgó una A-, y también destacó el guion de Paul Attanasio como «un rico y satisfactorio montón de puñaladas por la espalda, maniobras comerciales turbias y caos». Gene Siskel y Roger Ebert le dieron a Donnie Brasco «dos pulgares hacia arriba». En su reseña impresa para el Chicago Sun-Times, Ebert le otorgó tres estrellas y media de cuatro; según el crítico, la película tuvo una de las mejores interpretaciones de Pacino y Donnie Brasco fue original al retratar a «dos hombres que empiezan a quererse el uno al otro, en el marco de una relación maestro-alumno». Peter Travers de Rolling Stone elogió la película y dijo que «Donnie Brasco es una película excelente». Mick LaSalle del San Francisco Chronicle escribió una crítica positiva y dijo que Donnie Brasco era «un thriller mafioso de primera clase».
Una reseña de Salon.com describió la actuación de Depp como «sensacional». La revista New York lo llamó «elegante» y encontró su actuación muy creíble: «Podemos creer que la mafia podría tomarlo por un joven duro y ambicioso: tiene la cautela y la confianza en sí mismo que crea un aura». Según Charles Taylor en su reseña para Salon.com, tanto Pacino como Depp están «en plena forma»; al comentar sobre las frecuentes colaboraciones de Pacino con actores más jóvenes (Sean Penn, John Cusack), Taylor llamó a Donnie Brasco «el mejor en esta serie de duetos» y destacó las habilidades de Pacino: «Su escena final es aún más desgarradora por la economía del gesto y sentimiento que trae. Es una salida que hace justicia tanto al actor como al papel, y deja un dolor en la película». Entertainment Weekly reservó su mayor elogio para Pacino: «Si Donnie Brasco pertenece a algún actor, sin embargo, es Al Pacino». The Playlist la calificó como una de las mejores actuaciones de Pacino, escribiendo «aunque Scent of a Woman, Two Bits e incluso (relativamente) Heat mostraron a Pacino en su forma más grandiosa y exuberante, Brasco lo trae de vuelta a una actuación de sigilo y matiz».